# 中原伸之
中原 伸之（なかはら のぶゆき、1934年（昭和9年）12月11日 - 2021年（令和3年）11月1日）は、日本の実業家。日本銀行政策委員会審議委員。
日本の政策としてインフレターゲット、日本銀行法改正を主張している。

## 来歴・人物
東京都出身。麻布高校を経て、東京大学経済学部卒業後、1959年ハーバード大学大学院修士課程修了 (MA in Economics)。同年、父・延平が社長を務めていた東亜燃料工業に入社し、自身も1986年から代表取締役社長を務めた。
45歳未満の優れた業績を上げた経済学者に対して与えられる日本経済学会中原賞は、中原の寄付によって創設されたものである。
元日本銀行政策委員会審議委員。元金融庁顧問。
将棋ファンとしても知られ、2007年、第14回大山康晴賞を受賞。
2021年11月1日、東京都内の病院で死去した。86歳没。

## エピソード
- 2015年1月、石油産業勃興後100年間の原油価格の動向などを元にチャート上では「最高値147ドルの半値八掛け二割引きで、47ドル程度をまず目指す」「20ドル台になっても不思議ではない」と指摘し[3]、その後予想は的中した[4][5]。

## 役職
- 社団法人日本空手協会元会長
- 社団法人整体協会理事
- 社会福祉法人新日本友の会理事長・評議員
- 財団法人アメリカ研究振興会理事長
- 財団法人地球産業文化研究所理事
- 財団法人東燃国際奨学財団名誉理事
- 財団法人新日本奨学会理事長
- 財団法人癌研究会評議員
- ジェイ･キャピタルマネジメント株式会社最高顧問
- 社団法人日本将棋連盟経営諮問委員会委員長

## 著書
- 『新石油経済論』（石油時評社、1967年）
- 『デフレ下の日本経済と金融政策』（東洋経済新報社、2002年）
- 『日銀はだれのものか』（中央公論新社、2006年）

## 栄典
- 1998年 藍綬褒章受章